# Transzatlanti gazdasági kapcsolatok
A transzatlanti gazdasági kapcsolatok azaz az Európa és Észak-Amerika közötti kapcsolatok évszázadok óta a világgazdaság legfontosabb kereskedelmi és gazdasági relációinak egyikét jelentik. A globalizáció előrehaladása, Kína, India, Brazília szerepének gyors növekedése ellenére ennek a területnek a súlya a világkereskedelemben egyelőre tovább növekszik.
2001-2006 között a transzatlanti gazdaság növekedési üteme évtizedek óta nem tapasztalt szintre emelkedett. Ez a gazdasági kapcsolat az Atlanti-óceán két oldalán a jelzett időszakban évi 3,75 billió (ezer milliárd) dollár értékű kereskedelmi forgalmat generált és mintegy 14 millió, magas fizetésű és jó körülmények között élő dolgozó munkahelyét biztosította.
2002 óta a dollár 40%-ot vesztett értékéből az euróhoz képest, 30%-ot az angol fonttal és a svájci frankkal szemben, ami jelentős kereskedelmi előnyt biztosít az amerikai exportőröknek.

## Beruházások
Az Egyesült Államok beruházásai (kumulatív költség-alapon számítva) Európában 2006-ra 1,2 billió (1200 milliárd) dollárra emelkedtek, azaz globális beruházásaiknak csaknem 53%-át tették ki.  Az amerikai vállalatok európai beruházásainak összege csaknem háromszorosan haladta meg az ázsiaiakét és több mint kétszeresen az összes fejlődő országban eszközölt beruházásokét.
Az Egyesült Államok írországi beruházásai 2007-ben elérték a 13,3 milliárd dollárt, ami csaknem kétszerese az egész Dél-Amerikában beruházott amerikai tőkének.
Svájci beruházásaik 10,4 milliárdos összege csaknem 50%-kal haladta meg az egész Afrikában és a Közel-Keleten eszközölt beruházásokat.
Hasonlóképpen az egyedül Hollandiába beruházott amerikai tőke 2006-ban 33 milliárd dollár volt, jóval meghaladva az egész fejlődő Ázsiába (26 milliárd) vagy a NAFTA partner Kanadába és Mexikóba beruházott összegeket.
Európa beruházásai az Egyesült Államokban 2006-ra 1,3 billió dolláros (1300 milliárdos) rekordösszeget értek el (kumulatív alapon), ezzel csaknem elérték az összes ottani külföldi beruházás 75%-át.
Európa 2005-ös amerikai beruházásainak értéke 28 milliárd euró volt, míg Kínában 6, Indiában 2 milliárd eurót fektettek be.
Az amerikai befektetések Európában 2007 első nyolc hónapjában 62 milliárd dollárra növekedtek, ami ötszöröse az Európából Amerikába irányuló befektetéseknek és drámai eltolódást jelent a korábbi tendenciákhoz képest. A brazil, kínai és indiai tőzsdei szárnyalás ellenére az amerikai befektetők Európát preferálták.

## Kereskedelmi kapcsolatok
A Egyesült Államok deficitje a kétoldalú kereskedelmi kapcsolatokban a 2005-ös csúcs után (132,65 milliárd dollár) 2006-ban és 2007-ben – a dollár jelentős gyengülése nyomán – erős csökkenésnek indult. 2007 első felében az amerikai áruk és szolgáltatások exportja Európába 16,2%-kal nőtt az előző év azonos időszakához képest, míg importja Európából csak 5,7%-kal növekedett. Így az USA deficitije 27%-kal csökkent és éves szinten 100 milliárd dolláros szint körül mozgott.
Az amerikai szolgáltatás-export 10 legfőbb felvevő országa közül 5 európai volt 2006-ban: Nagy-Britannia volt az első helyen mind európai, mind globális szinten, Németország követte (világ-szinten 5.), majd Franciaország (6.), Svájc (7.) és Hollandia (10.) következett.
Az Egyesült Államok szolgáltatás-importja Európából az 1996-os 47 milliárd dolláros szintről 2006-ra 117 milliárd dollárra nőtt, és az egész amerikai szolgáltatás-import 44%-át tette ki. Míg az USA-nak 117 milliárd dolláros áruforgalmi deficitje volt 2006-ban Európával szemben, ezt 12%-kal csökkentette a 17 milliárd dolláros szolgáltatási többlet.

## Jövedelmek
Az Európából származó amerikai vállalati jövedelmek 2001-2006 között több mint kétszeresükre emelkedtek. 2006-ban csak Nagy-Britanniából 25,5 milliárd dollár jövedelemre tettek szert az egyesült államokbeli cégek, ez több mint háromszorosa az Németországból, Európa legnagyobb gazdaságából származó jövedelmeiknek. A Hollandiából származó bevételek ennél is magasabbak voltak, 32,2 milliárd dollárt tettek ki, ami meghaladja a Németországból, Franciaországból és Olaszországból együttesen származó profitot.
A Lengyelországból, Csehországból és Magyarországról származó jövedelmek összesen 2 milliárd dollárt tettek ki 2006-ban.
Az európai vállalatoknak az USA-ban realizált profitja 2006-ban 14%-kal nőtt az előző évihez képest és elérte a 89 milliárd dollárt. Korábbi eredményeikhez képest rekordszintű jövedelmekre tettek szert a belga, francia, német, ír, olasz, holland, spanyol és brit vállalatok. Az európai vállalatok 70%-kal több jövedelmet realizáltak az Egyesült Államokban, mint egész Ázsiában. A Kínából és Indiából származó bevételek 2005-ben mindössze 8%-át tették ki az amerikaiaknak.